# Charming Do!
〈Charming Do!〉(일본어: チャーミング・ドゥ 차밍구 두[*])는 오구라 유이의 3번째 싱글로 2014년 1월 29일에 킹레코드에서 발매됐다.

## 개요
전작 〈Baby Sweet Berry Love〉에서 약 9개월만의 발매가 된다.
싱글은 기간한정반(KICM-91493)과 통상반(KICM-1493)의 2종류가 발매되며, 기간한정반에는 타이틀곡의 PV를 담은 DVD가 동봉되어있다.

## 수록 내용
CD 싱글
1. Charming Do! [4:02]
  - 작사: 이소가이 요시에, 작곡 · 편곡: 오쿠이 코스케

TV 애니메이션 《최근, 여동생의 상태가 조금 이상한 것 같다만》 엔딩 테마
2. 판도라♡쇼콜라(パンドラ♡ショコラ) [3:11]
  - 작사: 하타 아키, 작곡: 오노 타카미츠, 편곡: 오쿠보 카오루
3. Charming Do! (off vocal ver.) [4:02]
4. 판도라♡쇼콜라 (off vocal ver.) [3:10]

DVD(기간한정반)
1. Charming Do! (뮤직비디오)

## 발매일
| 국가     | 발매일          | 포맷                     |
| -------- | --------------- | ------------------------ |
| 일본     | 2014년 1월 29일 | 디지털 다운로드, CD 싱글 |
| 대한민국 | 2014년 8월 28일 | 디지털 다운로드          |

## 출전
1. 1 2  “小倉唯/Charming Do! ［CD+DVD］＜期間限定盤＞” [오구라 유이/Charming Do! ［CD+DVD］＜기간한정반＞]. 타워레코드. 2014년 1월 28일에 확인함.